# Râul Leaotu
Râul Leaotu este un curs de apă, afluent al râului Teleajen. 

## Hărți
- Harta Județului Prahova